# Agustín Soria
Agustín Nicolás Soria Silvera (Montevideo, 30 novembre 2004) è un calciatore uruguaiano, centrocampista del Defensor Sporting.

## Carriera
Soria è cresciuto nel settore giovanile del Defensor Sporting, con cui ha firmato il primo contratto professionistico nell'ottobre del 2023. Ha debuttato in prima squadra il 25 febbraio 2024 nell'incontro di Primera División vinto 5-0 contro il Cerro, dove ha anche realizzato la sua prima marcatura.

## Statistiche

### Presenze e reti nei club
Statistiche aggiornate al 29 aprile 2024.
| Stagione        | Squadra           | Campionato      | Campionato | Campionato | Coppe nazionali | Coppe nazionali | Coppe nazionali | Coppe continentali | Coppe continentali | Coppe continentali | Altre coppe | Altre coppe | Altre coppe | Totale | Totale | Totale |
| Stagione        | Squadra           | Comp            | Pres       | Reti       | Comp            | Pres            | Reti            | Comp               | Pres               | Reti               | Comp        | Pres        | Reti        | Pres   | Reti   |        |
| --------------- | ----------------- | --------------- | ---------- | ---------- | --------------- | --------------- | --------------- | ------------------ | ------------------ | ------------------ | ----------- | ----------- | ----------- | ------ | ------ | ------ |
| 2024            | Defensor Sporting | PD              | 7          | 2          | CU              | 3               | 0               | CL                 | 0                  | 0                  | SU          | 0           | 0           | 10     | 2      |        |
| Totale carriera | Totale carriera   | Totale carriera | 7          | 2          |                 | 3               | 0               |                    | 0                  | 0                  |             | 0           | 0           | 10     | 2      |        |